# Fungurume
Fungurume est une commune urbano-rurale minière du territoire de Lubudi, située à 200 km de la ville de Lubumbashi au Katanga en République démocratique du Congo.
Son potentiel économique fait d'elle une cité cosmopolite. Les gens viennent de partout en RDC pour y vivre, en dépit des fortes critiques venant des peuples autochtones.

## Géographie
La localité est située sur la route nationale 39 à 107 km à l'est du chef-lieu provincial Kolwezi.

## Climat
Du point de vue climatique,  la commune de Fungurume a un climat tropical et connait alternativement deux saisons : la saison sèche, qui part du mois de mai jusqu’au mois de septembre avec quelques pluies ; la saison de pluie qui  commence à partir du mois d’octobre et prend fin au mois d’avril de l’année suivante. La température moyenne est de 25°C

## Sol et sous-sol

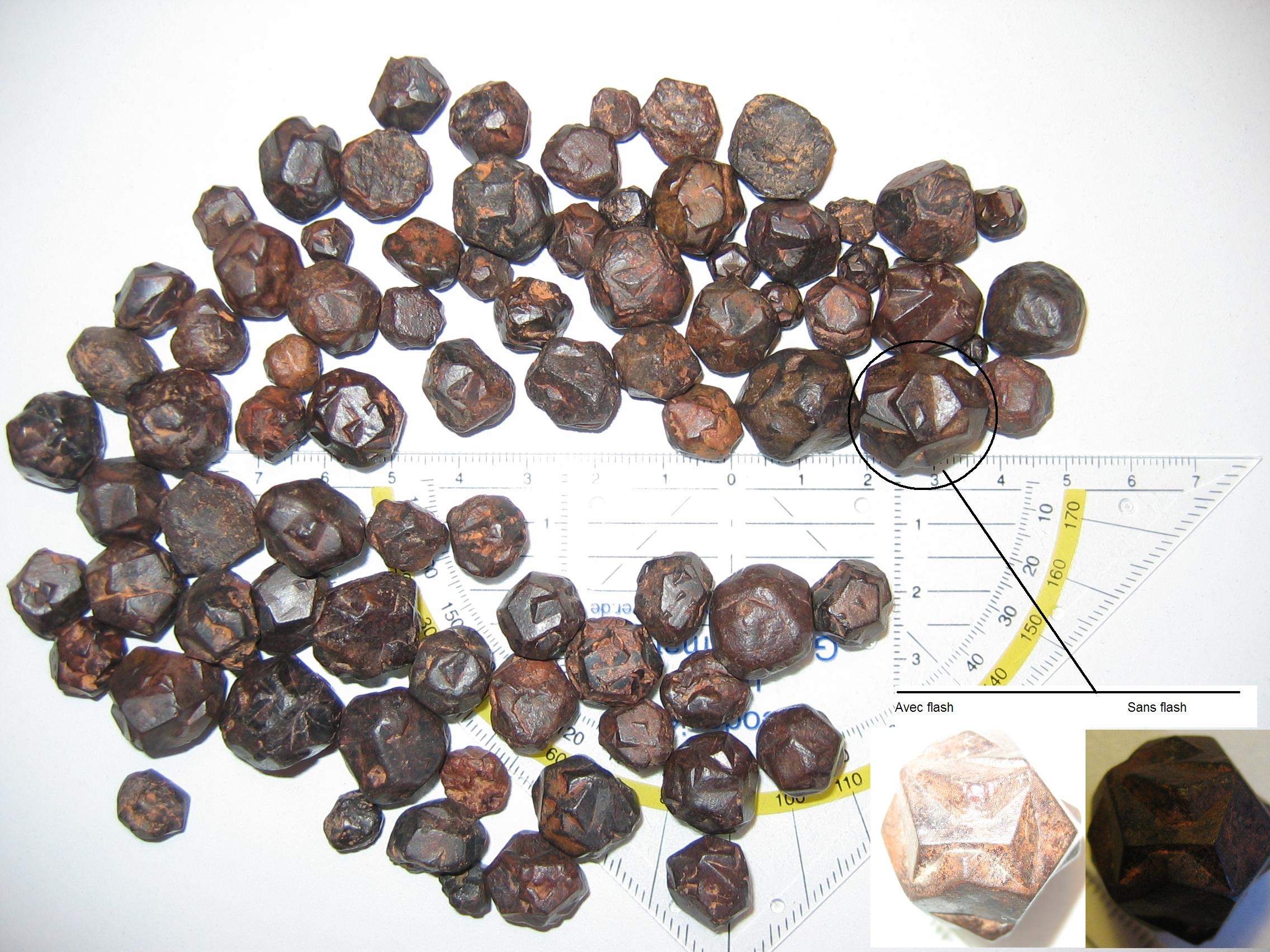
Grenats de Fungurume

Le sol de la Commune  est du type argilo-sablonneux du côté Nord-est, favorable aux cultures vivrières, telles que le manioc, le maïs, le haricot, la patate douce, l’arachide, les cultures pérennes, ainsi que les cultures maraîchères pratiquées tout près des rivières : choux de chine, choux pommé, tomate, etc. La partie restante, constituée d’un sol rocailleux situé sur des collines et des montagnes, regorge des riches  ressources naturelles, dont le cuivre et le cobalt.

## Relief
Le  relief du sol est constitué de plusieurs collines et montagnes, qui  regorgent une grande quantité de minerais.

## Végétation
La végétation de la Commune de Fungurume est caractérisée par  des savanes  herbeuses et boisées. Ces savanes sont parsemées par quelques arbres, dont certains sont utilisés comme fruits et d’autres comme plantes médicinales. Par ailleurs, ce capital naturel se dégrade à la suite du déboisement non contrôlé  qui sert aux activités anthropocentriques comme une source de ravitaillement en bois de chauffage, en braise et  en bois de construction.

## Hydrographie
Fungurume est traversée par  deux rivières : Dipeta et Kelangile, respectivement  affluents de Konka et de Kalumba. Deux phénomènes risquent d’affecter le secteur  hydrographique,  notamment, le lavage de minerais par les creuseurs, le déversement d’immondices par la population. Les conséquences de ces phénomènes  se font sentir par la diminution des poissons dans les deux rivières citées ci-haut.

## Administration
Bourgmestre : KALENG NTAMB LEUSAINT
Localité de 55 416 électeurs recensés en 2018, elle a le statut de commune rurale de moins de 80 000 électeurs, elle compte 7 conseillers municipaux en 2019.

## Population
La Commune de Fungurume est constituée de plusieurs tribus dont les populations sont venues d’ailleurs pour la recherche de l’emploi auprès de l’entreprise TFM. Toutefois, il y a lieu de noter que la tribu autochtone est Sanga.
Le recensement date de 1984,.
| 1984 | 2004   | 2012   | 2019    |
| ---- | ------ | ------ | ------- |
| -    | 18 914 | 22 290 | 214 037 |

## Économie
La cité de Fungurume est essentiellement dépendante de la société Tenke Fungurume Mining (TFM)  qui exploite les mines de cuivre et de cobalt des mines environnant la cité.